# Pepe Sánchez (baloncestista)
Juan Ignacio "Pepe" Sánchez (Bahía Blanca, 8 de mayo de 1977) es un exjugador de baloncesto argentino. Con 1,93 metros de altura, jugaba en la posición de base. Entre sus principales logros, destacan la conquista de la medalla de oro en los Juegos Olímpicos de Atenas 2004, y ser uno de los primeros jugadores argentinos en jugar en la NBA.
Ganador de diversos títulos y medallas con su selección, fue parte de la camada de jugadores argentinos pertenecientes a la que se denominó La Generación Dorada, siendo integrante de la selección de 1998 a 2011.

## Trayectoria deportiva
Se inició en las categorías formativas de El Nacional, un club ubicado cerca de la casa de su abuela en Bahía Blanca. A los doce años se fue a jugar a Bahiense del Norte, donde tuvo como compañero a Emanuel Ginóbili. 
Con solo 17 años fue convocado por el entrenador Pablo Coleffi y se trasladó a General Roca para formar parte del equipo Deportivo Roca. Con este club disputó la temporada 1994/95 de la Liga Nacional de Básquet de Argentina, ocupando la posición de base suplente de Leopoldo Ruiz Moreno. Al año siguiente retornó a su ciudad para continuar su carrera en Estudiantes de Bahía Blanca. Ese mismo año recibió una oferta de la Temple University de los Estados Unidos, la cual aceptó pero no sin antes finalizar su participación en la Liga 1995/96.
A mediados de 1996 formó parte del equipo argentino que disputó el Torneo Panamericano Juvenil de Puerto Rico. Al finalizar el torneo se mudó a Filadelfia para jugar en el equipo universitario Temple Owls, donde estuvo cuatro años. Durante este período fue dirigido por varios entrenadores reconocidos, como John Chaney, y se posicionó como el segundo mejor jugador en materia de robos de la NCAA. En 1998, después de consolidarse como uno de los mejores jugadores argentinos de las categorías juveniles, y por su desempeño en Temple, fue convocado para la selección mayor, debutando en los Juegos de la Buena Voluntad del mismo año. Posteriormente jugó el Mundial de Atenas, siendo convocado como el tercer base del equipo, junto a Marcelo Milanesio y Alejandro Montecchia. La temporada 1998-99 resultó clave en su carrera, ya que ya afianzado en su posición de base ubicó a su equipo entre los mejores ocho en el Torneo de la División I de la NCAA. Dos años después se graduó en Historia en la Universidad del Temple y fue calificado como el Mejor Estudiante-Atleta.
Al finalizar su carrera universitaria, prefirió quedarse en Estados Unidos a la espera de ser 01por alguna plantilla de la NBA. Finalmente, Philadelphia 76ers fue el equipo que lo sumó a sus filas. Hizo su debut en la NBA el 31 de octubre de 2000, en el mítico Madison Square Garden de Nueva York ante los New York Knicks. Apenas minutos separaron su primera aparición en canchas profesionales norteamericanas del debut de su compatriota, Rubén Wolkowyski, convirtiéndose así en el primer jugador argentino de la historia de la NBA.
En 2001, se afianzó como el base titular de la Selección Argentina, obteniendo la medalla de oro en el Campeonato FIBA Américas del mismo año. En 2002 jugó el Mundial de Indianápolis, logrando la medalla de plata. Continuó su carrera en Europa, conquistando la Euroliga jugando para el Panathinaikos BC de Grecia en 2001-2002. Luego regresó a la NBA al fichar por los Detroit Pistons el 10 de octubre de 2002. El 21 de agosto de 2003 fue traspasado a los Golden State Warriors. Con los Warriors jugó la pretemporada de la temporada 2003-04 de la NBA, pero fue cortado el 31 de octubre de 2003.
El 4 de diciembre de 2003 se sumó a las filas del Etosa Alicante. Su juego fue clave para evitar el descenso de su club y por su alto rendimiento fue nombrado el segundo mejor base de la liga española. En 2004, consiguió el máximo galardón para un jugador de este deporte: la medalla de oro en los Juegos Olímpicos de Atenas junto a la Selección Argentina, siendo el base titular del equipo. Las tres siguientes temporadas continuó en España, jugando para el Unicaja Málaga, con el que logró dos títulos: la Copa del Rey (2005) y la Liga ACB (2006). Fue elegido "Mejor jugador latino" de básquet 2006.[¿por quién?]

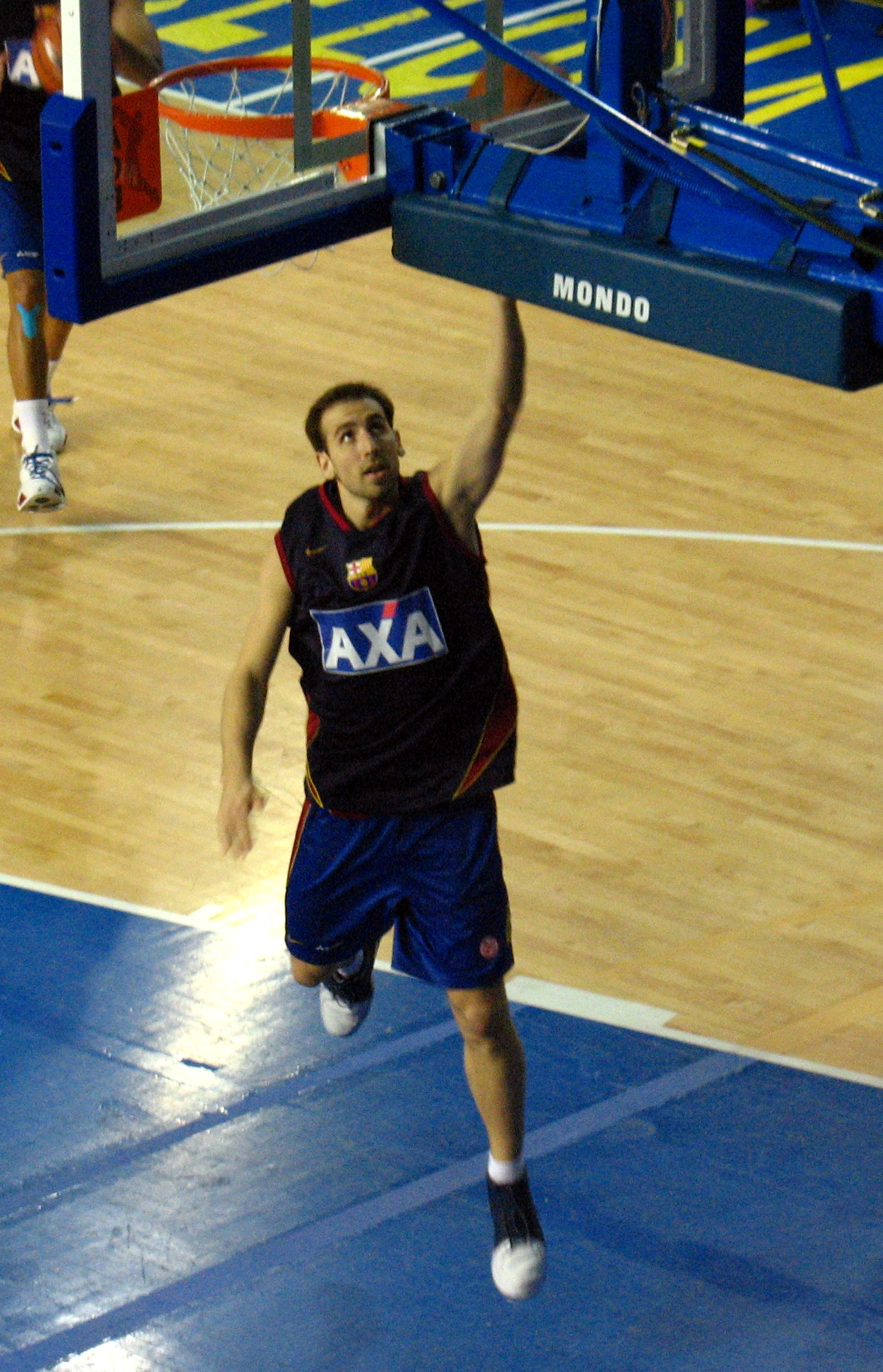
Pepe Sánchez durante la rueda de calentamiento previa al partido FC Barcelona vs Lottomatica de Roma en febrero de 2008.

A mediados de agosto de 2007, Sánchez firmó para el FC Barcelona. Terminó la temporada 2006-2007 como el jugador con más asistencias por partido en la Liga ACB. Repitió como mejor asistente de la fase regular en la temporada 2007-2008. A principios de julio de 2008, Pepe Sánchez se convirtió en agente libre, ya que el FC Barcelona decide no renovarle el contrato. Días más tarde, firmó por el Real Madrid. Al mismo tiempo, en una controvertida decisión, rechazó integrar la Selección Argentina para participar en las Olimpíadas de Beijing 2008, en donde Argentina obtuvo la medalla de bronce y se convirtió en número 1 del ranking FIBA. El 13 de abril de 2009, finalizó su etapa en el Real Madrid rescindiendo su contrato después de un periodo marcado por su bajo rendimiento y sus desavenencias con el técnico Joan Plaza. 
En 2010, la Fundación Konex le otorgó el Premio Konex - Diploma al Mérito como uno de los 5 mejores basquetbolistas de la década en la Argentina. A partir de 2010, formó un proyecto junto con la empresa Weber S.A que reestructura el básquet bahiense. Haciéndose cargo junto con dicha empresa de las deudas del club de sus inicios, Estudiantes de Bahía Blanca, formó un equipo muy competitivo en la Liga Nacional de Básquet aportando desde el rol de jugador y también de dirigente. Figuras bahienses como Juan Espil y Alejandro Montecchia se sumaron al proyecto, logrando gran convocatoria en los ciudadanos de su ciudad natal.
En 2011, formó parte de la Selección de básquetbol de Argentina que obtiene el Campeonato FIBA Américas.
El 25 de marzo de 2013, jugaría su último partido con Bahía Basket en la derrota por 79 a 77 ante Argentino de Junín, en la Reclasificación de la Liga Nacional, temporada 2012-13.
El 9 de enero de 2022, siendo presidente del Bahía Basket y tras las bajas del equipo por el coronavirus, regresa a las canchas con 44 años, logrando 12 puntos, 8 asistencias y 8 rebotes en casi 29 minutos de partido. El partido fue una victoria frente a Gimnasia y Esgrima La Plata por 91 a 87 en tiempo suplementario, tras igualar el regular en 77, y se disputó en el Dow Center por la La Liga Argentina, la segunda categoría de básquetbol en Argentina. En diálogo con los medios después del partido, Sánchez aclaró que lo había hecho en parte para cumplirle una promesa a su hijo de que pudiera verlo jugar en vivo y que no «habría otra función», ya que volvería a su rol de presidente.
En 2019 comenzó la construcción de un centro de alto rendimiento deportivo en Bahía Blanca, que en 2022 recibió la certificación LEED y se convirtió en el primero de toda Latinoamérica con esta norma internacional.

## Estadísticas de su carrera
| Año     | Equipo              | Liga                              | PJ | MPP  | %TC  | %3P  | %TL   | RPP | APP | PPP  |
| ------- | ------------------- | --------------------------------- | -- | ---- | ---- | ---- | ----- | --- | --- | ---- |
| 2001-02 | Panathinaikos B. C. | A1 Ethniki                        | 20 | 20.9 | 32.9 | 18.8 | 69.0  | 2.3 | 4.0 | 4.0  |
| 2003-04 | HLA Alicante        | Liga ACB                          | 21 | 27.5 | 38.2 | 22.4 | 70.6  | 3.7 | 6.3 | 7.5  |
| 2004-05 | Unicaja Málaga      | Liga ACB                          | 29 | 21.4 | 38.1 | 35.9 | 62.1  | 2.7 | 3.5 | 5.5  |
| 2005-06 | Unicaja Málaga      | Liga ACB                          | 33 | 23.4 | 49.4 | 34.7 | 85.5  | 4.5 | 4.2 | 7.1  |
| 2006-07 | Unicaja Málaga      | Liga ACB                          | 31 | 20.4 | 31.7 | 30.4 | 75.0  | 2.8 | 4.5 | 4.1  |
| 2007-08 | FC Barcelona        | Liga ACB                          | 34 | 21.7 | 37.0 | 32.9 | 82.9  | 3.5 | 5.3 | 5.0  |
| 2008-09 | Real Madrid         | Liga ACB                          | 15 | 14.5 | 11.1 | 6.7  | 100.0 | 1.0 | 2.9 | 0.7  |
| 2009-08 | Obras               | Liga Nacional de Básquet          | 9  | 22.9 | 37.8 | 35.3 | 75.0  | 3.0 | 6.1 | 4.8  |
| 2010-11 | Bahía Basket        | Liga Nacional de Básquet Zona sur | 12 | 27.9 | 31.6 | 20.0 | 40.9  | 6.3 | 6.4 | 5.3  |
| 2010-11 | Bahía Basket        | Liga Nacional de Básquet          | 27 | 31.5 | 48.1 | 42.2 | 79.2  | 4.9 | 7.4 | 12.5 |
| 2011-12 | Bahía Basket        | Liga Nacional de Básquet Zona sur | 14 | 31.1 | 43.7 | 31.3 | 76.5  | 6.9 | 6.7 | 10.8 |
| 2011-12 | Bahía Basket        | Liga Nacional de Básquet          | 24 | 24.2 | 43.4 | 39.5 | 79.5  | 4.7 | 4.9 | 10.6 |
| 2012-13 | Bahía Basket        | Liga Nacional de Básquet Zona sur | 2  | 24.0 | 15.4 | 9.1  | 100.0 | 5.0 | 4.0 | 3.5  |
| 2012-13 | Bahía Basket        | Liga Nacional de Básquet          | 19 | 17.6 | 32.7 | 37.0 | 84.9  | 2.6 | 2.3 | 6.9  |

### Estadísticas de su carrera en la NBA
| Año     | Equipo      | PJ | PT | MPP | %TC  | %3P  | %TL   | RPP | APP | ROB | TPP | PPP |
| ------- | ----------- | -- | -- | --- | ---- | ---- | ----- | --- | --- | --- | --- | --- |
| 2000-01 | Philadephia | 24 | 0  | 4.8 | .429 | .000 | 1.000 | .6  | 1.5 | .4  | .0  | .8  |
| 2000-01 | Atlanta     | 5  | 0  | 6.8 | .000 | -    | -     | .2  | 1.0 | .4  | .0  | .0  |
| 2002-03 | Detroit     | 9  | 0  | 4.1 | .000 | -    | -     | .7  | .9  | .6  | .0  | .0  |
| Total   | Total       | 38 | 0  | 4.9 | .273 | .000 | 1.000 | .6  | 1.3 | .4  | .0  | .5  |